# Podarcis filfolensis
La lucertola maltese (Podarcis filfolensis (Bedriaga, 1876)), dal greco antico  ποδάρκης  (podarcis = piè  veloce), è un piccolo rettile della famiglia dei Lacertidae, diffuso nell'arcipelago maltese e nelle isole italiane di Linosa e Lampione.

## Descrizione
È un sauro di piccole dimensioni (fino a 20 cm, inclusa la coda) con caratteristiche simili a quelle di P. siculus e P. waglerianus.

Presenta una elevata variabilità nel disegno e nella colorazione del dorso, sia tra popolazioni diverse, sia tra individui della stessa popolazione. Il colore di fondo del dorso va dal grigio al marrone al verde, con una fitta macchiettatura scura, soprattutto nei maschi, mentre il ventre è biancastro, con striatura dall'arancione al rosso.

## Biologia

### Alimentazione
Si nutre prevalentemente di insetti, ragni, piccoli crostacei e chiocciole, integrando la sua dieta con materia vegetale di varia natura, principalmente fibre e semi di Asteraceae e Apiaceae.

### Riproduzione
È una specie ovipara. La deposizione delle uova avviene tra maggio e giugno, la schiusa circa 40 giorni dopo la deposizione.

## Distribuzione e habitat

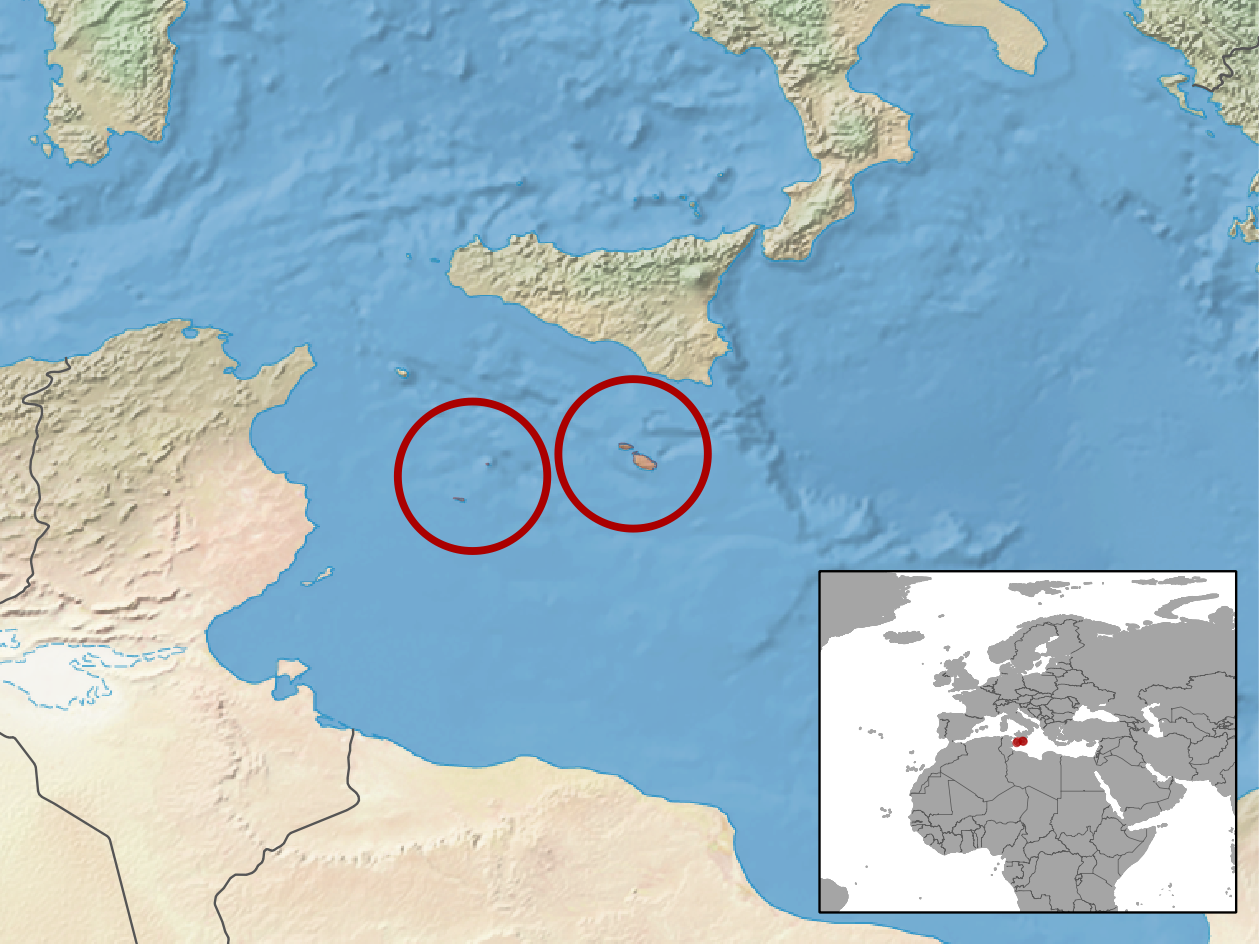
Distribuzione

La specie è endemica delle isole Calipsee (isole di Malta, Gozo, Filfola, isole di San Paolo e Fungus Rock), e delle isole di Linosa e Lampione.
Predilige le aree aperte con scarsa vegetazione (garighe, radure degli ambienti di macchia); comune anche in ambienti antropizzati, lungo i bordi delle strade, in orti e giardini. Si spinge sino in prossimità delle coste, tra gli scogli.

## Evoluzione
Studi genetici evidenziano una stretta relazione tra P. filfolensis e P. sicula, suggerendo che le due specie si siano entrambe evolute da un progenitore comune. La somiglianza morfologica con P. wagleriana sembra invece essere il frutto di mera convergenza evolutiva.

## Sottospecie
Sono note cinque sottospecie:

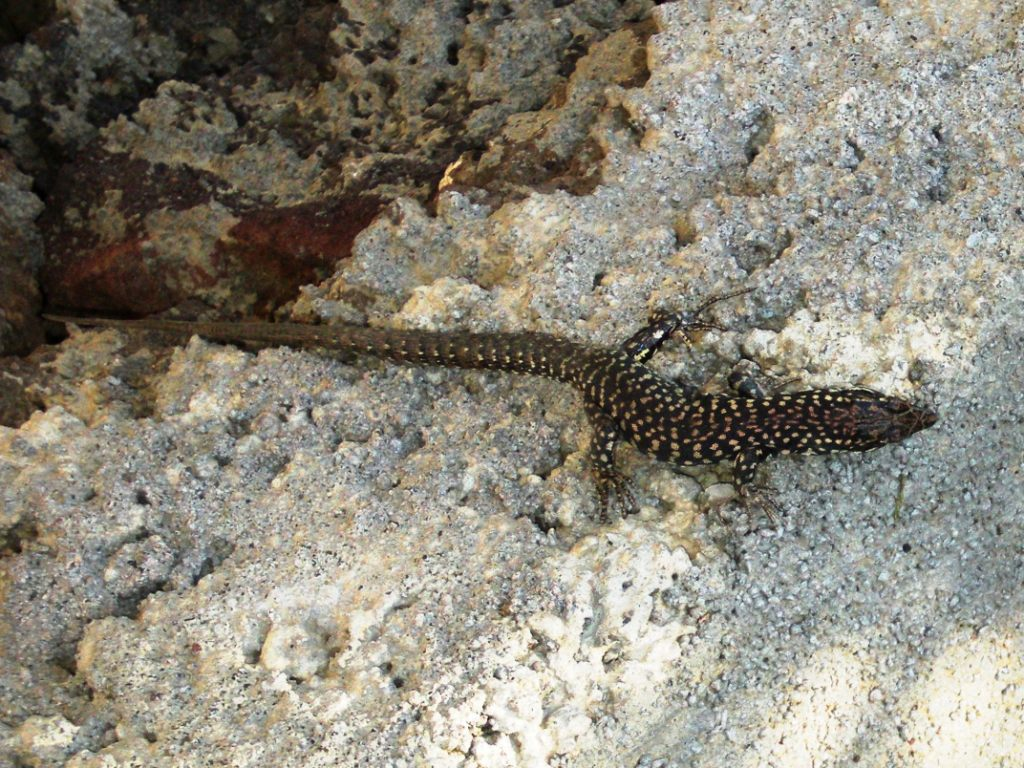
La sottospecie P. filfolensis laurentiimuelleri, endemismo delle isole di Linosa e Lampione

- P. filfolensis filfolensis (Bedriaga, 1876) - endemismo dell'isola di Filfola, Malta
- P. filfolensis generalensis (Gulia, 1914) - endemismo di Fungus Rock, Malta
- P. filfolensis kieselbachi (Fejervary, 1924) - endemismo delle Isole di San Paolo, Malta
- P. filfolensis laurentiimuelleri (Fejervary, 1924) - endemismo di Linosa e Lampione, Italia
- P. filfolensis maltensis Mertens, 1921 - endemismo di Malta

## Conservazione
Ha un areale molto frammentato, costituito da diverse piccole isole, il che la espone a potenziali rischi di estinzione. Nonostante ciò la IUCN red list la classifica come specie a basso rischio (Least Concern) in quanto la specie risulta molto adattabile e la sua popolazione non appare essere in declino.

La specie è inserita nell'Allegato II della Convenzione di Berna e nell'Allegato IV della Direttiva Habitat 92/43/CEE.